# Довбиш Віктор Олегович
Віктор Олегович Довбиш (нар. 13 жовтня 1985) — український футболіст, півзахисник.

## Життєпис
Вихованець запорізького «Торпедо», перший тренер — Віктор Вікторович Шавло. Після завершення навчання декілька місяців провів у «Шахтарі-3», потім вирішив піти в донецький «Металург», де також не зміг закріпитися. Зрештою повернувся додому, грав у першості області. У 2010 році футболіста помітили представники горностаївського «Мира» й дозаявили до фінальної частини аматорського чемпіонату України. Довбиш забив декілька м'ячів та допоміг «Миру» стати переможцем турніру.
Після цього успіху Довбиш отримав запрошення в литовський «Мажейкяй». У вищому дивізіоні Литви дебютував 12 березня 2011 року в грі з «Таурасом», вийшовши в стартовому складі. Всього в А-лізі зіграв 21 матч. У команді окрім Довбиша було багато українців — Жигалов, Антіпов, Лендєл, Полянський, Кісляков, Панін, Чечеленко, Піркавець, Турчин, Ширай, Озюм. «Мажейкяй» тримався в серединці, йшов четвертим, п'ятим, але українці, за словами Довбиша, не бачили для себе перспектив та пороз'їжджалися. Півзахисник повернувся в «Мир», який на той час вже грав у другій лізі. Був лідером команди до її розформування наприкінці 2013 року.
Далі грав у другій лізі за «Авангард» (Краматорськ) і «Кристал» (Херсон). У 2016 році повернувся до Литви, де став гравцем «Дайнави». З 2016 по 2017 рік грав за «Таврію-Скіф».